# FilmEngine
FilmEngine (kinh doanh như FilmEngine Entertainment) là một công ty sản xuất phim tại Mỹ đầy đủ dịch vụ độc lập công ty giải trí có trụ sở tại Beverly Hills, California, giao dịch với sản xuất và tài chính cho phim, được thành lập vào năm 2001 bởi nhà sản xuất Anthony Rhulen cùng với William Shively và A.J. Dix.
Đến thời điểm hiện tại, có khỏng 21 bộ phim do FilmEngine đã được ra mắt, điển hình như là bộ phim Con Số May Mắn được ra mắt vào năm 2006.